# Conacul Boldur-Lățescu
Conacul Boldur-Lățescu este un monument istoric ( cod LMI BT-II-m-B-01992 ) aflat în satul Hudești, comuna Hudești din județul Botoșani.

## Conacul Boldur-Lățescu - Memorii

Conacul Boldur-Lățescu pe harta istorică a Moșiei Hudeștilor Mari

Conacul Boldur a fost ridicat de către familia Mihalache Costache Boldur - Lățescu între anii 1745 - 1746. Edificiul a fost realizat din piatră, lemn și cărămidă în stilul vechilor curți boierești. Imobilul există și astăzi cu toate că a funcționat ca Școala de Arte și Meserii, apoi ca Gimnaziu și mai apoi ca Școală Generală de 10 ani cu profil agroindustrial. În anul 2010, în clădire locuia preotul satului Eugen Lăzărescu împreună cu familia lui.
Analizând harta Moșiei Hudeștilor Mari se poate vedea ce anume a însemnat un conac boieresc cu dependințele lui. Astfel, se vede un parc care avea spre vale un mic iaz cu pești și mulți brazi care astăzi au dispărut. Conacul era încadrat de doi tei seculari. În apropierea edificiului se află biserica Boldurilor, Biserica „Sfinții Voievozi Mihail și Gavril”.
În vremurile trecute când proprietarul era Costache Boldur - Lățescu, la conac cânta orchestra militară din Iași la petrecerile care erau organizate cu invitați dintre oficialitățile Moldovei. Tradiția orală spune că însuși Alexandru Ioan Cuza ar fi fost pe aici.
Relativ aproape de aici se găsește livada și via boierească, figurate și ele pe harta moșiei. Ele se întindeau până în Vatra și spre partea de nord-est a Lupenilor. Livada era mărginită de șanțuri largi ce pot fi văzute și astăzi. Astăzi livada nu mai există, în locul ei au apărut case și drumuri, au rămas în schimb toponimele „În Livadă”, „Pe Dealul Stadolei” și „La Brazi”.